# شبدر نارنجی
شبدر نارنجی (نام علمی: Trifolium aureum) نام یک گونه از سرده شبدر است.